# Saint-Genès-Champespe
Saint-Genès-Champespe é uma comuna francesa na região administrativa de Auvérnia-Ródano-Alpes, no departamento Puy-de-Dôme. Estende-se por uma área de 31,7 km². Em 2010 a comuna tinha 225 habitantes (densidade: 7,1 hab./km²).